# ウシハコベ
ウシハコベ（牛繁縷・牛蘩蔞、学名: Stellaria aquatica）はナデシコ科ハコベ属の越年草、ときに多年草。属を独立させ、ウシハコベ属とし、学名を Myosoton aquaticum とする場合がある。市街地から畑など身近に見られる野草で、食用することもできる。

## 名前の由来
和名ウシハコベは、「牛繁縷」の意で、ハコベと比べると全体に大型であるため、牛をつけた。別名で、ヒヨコグサ、アサシラゲ、オトコハコベともよばれる。
種小名（種形容語）aquatica は、「水生の」意味。

## 分布と生育環境
日本全土（北海道から九州）に分布し、山野のどこにでもふつうにみられる。世界では、ユーラシア、北アフリカに広く分布し、北アメリカの東部に帰化している。

## 特徴
全体のようすは同属のハコベに似るが、比べて大型である。茎は枝が多く、下部は地をはい、上部は斜めに立ち上がって高さは20 - 50センチメートル (cm) になる。茎は円柱形で、節の部分は紫色を帯び、上部には腺毛が生える。葉は対生しハコベよりも大きく、下部の葉は葉柄があり、上部のものは無柄で茎を抱く。葉身は卵形から広卵形で、長さ1 - 8 cm、幅0.8 - 3 cmになり、先端はとがり、基部は円形から浅心形で、ふつう葉の両面に毛はない。
花期はふつう春から秋（4 - 10月）。花は上部の葉腋に集散花序をつけるか単生する。花柄は長さ5 - 18ミリメートル (mm) になり、腺毛が密生し、花後は次第に下向きになる。萼は離生し萼片は5個、裂片は長卵形で長さ4 - 5.5 mm、腺毛が密生し、先端はやや鋭形。花弁は5個で白色、萼片より長いか短く、基部まで深く2裂し、10弁花にみえる。雄蕊は10個。卵球形の子房の上に5個の花柱がある。果実は蒴果になり、卵形で宿存する萼より長く、上部は5裂し各片の先はさらに2裂する。種子は円形から腎円形で、径約1 mmになり、低い乳頭状突起がある。

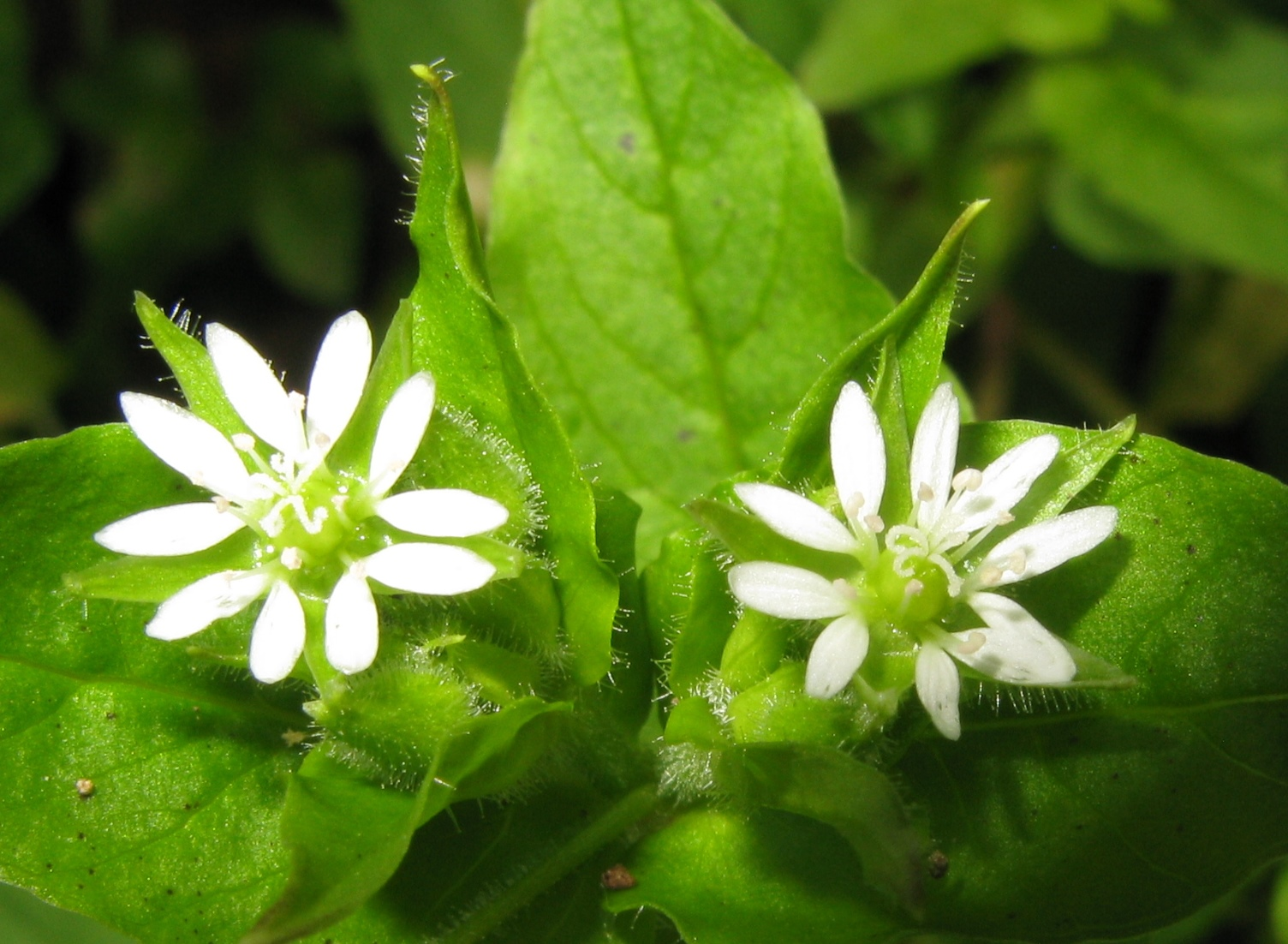
花柱が5個ある。

## 利用
葉の質がやわらかく、ハコベ（コハコベやミドリハコベなど）とともに小鳥の餌として用いられてきた。栄養的にも優れることから、野菜としての利用も行われるようになっている。同属のハコベやミヤマハコベも同様に食べられる。
3 - 4月ごろに地上部を採取して、さっと茹でて水にさらして利用する。お浸し、からし和え、煮浸し、汁の実などにして食べられ、大根などを加えて味噌仕立てにした「ハコベ汁」も知られている。

## ウシハコベ属
ハコベ属はふつう花柱が3個あり、蒴果の先端が6裂するのに対し、ウシハコベは花柱が5個あり、蒴果の先端が5裂しさらにその裂片が2裂することから、ハコベ属から独立させ、ウシハコベ属（学名：Myosoton Moench ）とする場合がある。